# Виолетт Верди
Виоле́тт Верди́ (фр. Violette Verdy), урожденная Не́лли Гилле́рм (фр. Nelly Guillerm; 1 декабря 1933 — 8 февраля 2016) — балерина, педагог и деятель хореографии французского происхождения. Солистка труппы Нью-Йорк Сити балет в 1958—1977 годах, руководитель балета Парижской оперы (1977—1980), с 1980 — содиректор Бостонского балета.

## Биография
Начала заниматься балетом в раннем детстве. Училась в Париже у мадам Рузанн и Виктора Гзовского. С 1945 года танцевала в Балете Елисейских полей, в 1950 и 1953—1954 годах работала с Роланом Пети в его труппе «Балет Парижа», затем танцевала в балетных труппах Лондонского фестивального балета (1954—1955), миланского театра Ла Скала (1955—1956), Американского балетного театра (1956—1957). Основной взлёт её карьеры пришёлся на годы работы в Нью-Йоркском городском балете (1958—1977), где она танцевала в балетах таких выдающихся балетмейстеров, как Джордж Баланчин и Джером Роббинс. Некоторые из балетов, вошедших в репертуар классического  наследия, были поставлены ими специально для неё.
С 1977 по 1980 год руководила балетной труппой Парижской оперы. С 1980 года была содиректором Бостонского балета. Являлась профессором университета Индианы и артистическим советником Rock School for Dance Education в Филадельфии.

## Репертуар
Балеты Гзовского
- Pas de deux на музыку Форе* (партнёр — Пьер Лакотт).

Балеты Баланчина
- 14 мая 1959 — «Эпизоды», II часть* (партнёр — Джонатан Уотс)
- 5 февраля 1960 — «Тема с вариациями» (возобновление балета 1947 года, партнёр — Эдвард Виелла)
- 29 марта 1960 — Pas de deux на музыку Чайковского* (партнёр — Конрад Людлов)
- 13 апреля 1960 — «Рисунок на ковре» (сцена I — «Пески пустыни», сцена II — «Ткание ковра»)*
- 22 ноября 1960 — Liebeslieder Walzer* (партнёр — Николас Магаланес)
- 22 марта 1961 — «Электроника»* (также Диана Адамс, Жак д’Амбуаз, Эдвард Виелла)
- 17 января 1962 — «Сон в летнюю ночь» (дивертисмент II акта*, партнёр — Конрад Людлов)
- 13 апреля 1967 — «Изумруды»* (партнёр — Конрад Людлов)
- 23 ноября 1967 — «Глинкиана» (Полька*, партнёр — Пол Мехиа)
- 23 ноября 1968 — «Ручей»*
- 23 июня 1972 — Девушка*, «Пульчинелла»
- 15 мая 1975 — «Сонатина»* (партнёр — Жан-Пьер Бонфу)

(*) — первая исполнительница

## Фильмография
- 1950 — Николь, «Балерина», худ. фильм Людвига Бергера
- 1952 — Девушка, «Два мэтра для лакея», короткометр. фильм Жана Бенуа-Леви[фр.]
- 1953 — Chassez le naturel, короткометр. фильм Филиппа Дюкре[фр.]
- 1961 — Фея Драже, «Щелкунчик» — «Рождественская поездка», муз. телефильм из цикла «Час телефонного звонка» (партнёр — Эдвард Виелла)
- 1993 — «Как птицы», док. фильм Доминика Делуша
- 2001 — «Виолетт и Мистер Би» / Violette et Mr. B, док. фильм Доминика Делуша
- 2009 — «Джером Роббинс: кое-что потанцевать», док. фильм из цикла «Мастера Америки»
- 2013 — «Восходящие звёзды», док. мини-сериал Франсуаз Мэри

## Литературная деятельность
- 1991 — «О лебедях, феях и атласных туфельках» (Of Swans Sugarplums and Satin Slippers) — книга для детей дошкольного возраста.

Кроме того, В. Верди — автор многочисленных статей о балете для различных журналов.

## Признание и награды
- 15 июня 2009 — кавалер Ордена Почётного легиона (церемония награждения прошла в Парижской опере, орден вручал директор Оперы Бордо Тьери Фуке).